# وزارة الخزانة (أستراليا)
وزارة الخزانة (بالإنجليزية: Department of the Treasury)‏ هي وزارة في الحكومة الأسترالية مسؤولة عن السياسة الاقتصادية والسياسة المالية وتنظيم السوق والميزانية الأسترالية. يشغل منصب سكرتير وزارة الخزانة ستيفن كينيدي الذي تم تعيينه في سبتمبر 2019. تقع المسؤولية الوزارية للوزارة على عاتق وزير الخزانة الذي يشغل المنصب حاليا جيم تشالمرز منذ مايو 2022.

## وصلات خارجية
- الموقع الرسمي